# Phidippus boei
Phidippus boei är en spindelart som beskrevs av Edwards 2004. Phidippus boei ingår i släktet Phidippus och familjen hoppspindlar. Inga underarter finns listade i Catalogue of Life.